# James Morrison (chanteur)
 (janvier 2010).
Si vous disposez d'ouvrages ou d'articles de référence ou si vous connaissez des sites web de qualité traitant du thème abordé ici, merci de compléter l'article en donnant les références utiles à sa vérifiabilité et en les liant à la section « Notes et références ».
Pour les articles homonymes, voir James Morrison et Morrison.
James Morrison est un chanteur, auteur-compositeur et guitariste britannique né le 13 août 1984 à Rugby.
Il enregistre son premier album, Undiscovered, en 2006. Par la suite sort le single You Give Me Something, qui est devenu un énorme succès à travers l'Europe, l'Australie et le Japon.

## Biographie

### Vie personnelle
James Morrison Catchpole a renoncé à son nom Catchpole pour sa carrière musicale. À l'âge de 13 ans, Morrison commence à apprendre la guitare avec son oncle Joe qui lui montre comment jouer un riff de blues. Il commence à jouer gratuitement dans le village de Porth où il vit. Après avoir joué des chansons d'autres musiciens durant plusieurs années, il commence à composer ses propres chansons.
Il attribue sa voix distincte à une crise de coqueluche qui a failli le tuer lorsqu'il était bébé.
En septembre 2008, James a eu une fille nommée Elsie, avec Jill, sa petite amie de longue date, pour qui il a composé "You Give Me Something."
En 2018, il accueille sa 2eme fille, Ada Rose.
Le 5 janvier 2024, son epouse Gillian est retrouvee morte dans leur maison. Sa mort est due à un suicide par pendaison.

### Carrière musicale
Lorsque Morrison visite Derby avec une amie de longue date de la ville, il vient dans un bar désormais célèbre, le Ryan's Bar. Il passe alors deux ans sur une plate-forme de ce bar pour jouer et chanter. C'est là qu'un représentant de Polydor Productions le rencontre et le label signe avec lui.
En 2006, sort son premier album, Undiscovered, qui comprend les tubes You Give Me Something et Wonderful World. Le succès est au rendez-vous.
Puis en 2008, son nouvel album, Songs For You, Truths For Me, sort en France porté par le single You Make It Real. Ce deuxième album doit son succès en France grâce au duo que James a enregistré avec Nelly Furtado : Broken Strings. Le troisième single issu de son dernier album s'intitule Please Don't Stop The Rain. Enfin le quatrième single de l'album est Nothing Ever Hurt Like You.
Il intervient également dans l'album We Sing. We Dance. We Steal Things. de Jason Mraz dans lequel il participe sur la chanson Details In The Fabric.
En 2010 il fait partie du Imagine Project du pianiste Herbie Hancock en chantant sur la reprise de A Change Is Gonna Come de Sam Cooke
Il revient en juillet 2011 pour un tout nouveau single Right By Your Side. Ce titre étant issu de son troisième album, sorti en septembre, The Awakening.

## Discographie

### Albums studio
- 2006 - Undiscovered
- 2008 - Songs For You, Truths For Me
- 2011 - The Awakening
- 2015 - Higher Than Here
- 2019 - You're Stronger Than You Know
- 2025 - Fight Another Day

### Compilations
- 2022 : Greatest Hits (inclus 2 titres inédits "Who’s Gonna Love Me Now?" & "Don’t Mess With Love")

### Singles
- You Give Me Something (2006)
- Wonderful World (2006)
- The Pieces don't Fit Anymore (2006)
- Undiscovered (2007)
- One Last Chance (2007
- You Make It Real (2008)
- Broken Strings (feat. Nelly Furtado) (2008)
- Please don't Stop the Rain (2009)
- Nothing Ever Hurt Like You (2009)
- Get to You (2009)
- I Won't Let You Go (2011)
- Slave to the Music (2011)
- Up (feat. Jessie J) (2011)
- One Life (2011)
- Demons (2015)
- Just Like A Child (2015)
- Stay Like This (2015)